# 136P/Mueller
136P/Mueller è una cometa periodica appartenente alla famiglia delle comete gioviane scoperta il 24 settembre 1990 dall'astronoma statunitense Jean E. Mueller, due giorni dopo l'annuncio della scoperta sono state annunciate immagini di prescoperta risalenti al 17 settembre 1990, la sua riscoperta il 24 maggio 1998 ha permesso di numerarla. Unica caratteristica di questa cometa è la relativamente piccola MOID col pianeta Giove, di sole 0,274 UA: in futuro questa MOID darà origine a passaggi ravvicinati tali da modificare notevolmente l'orbita della cometa.